# Эршуугийн Отгонбаяр

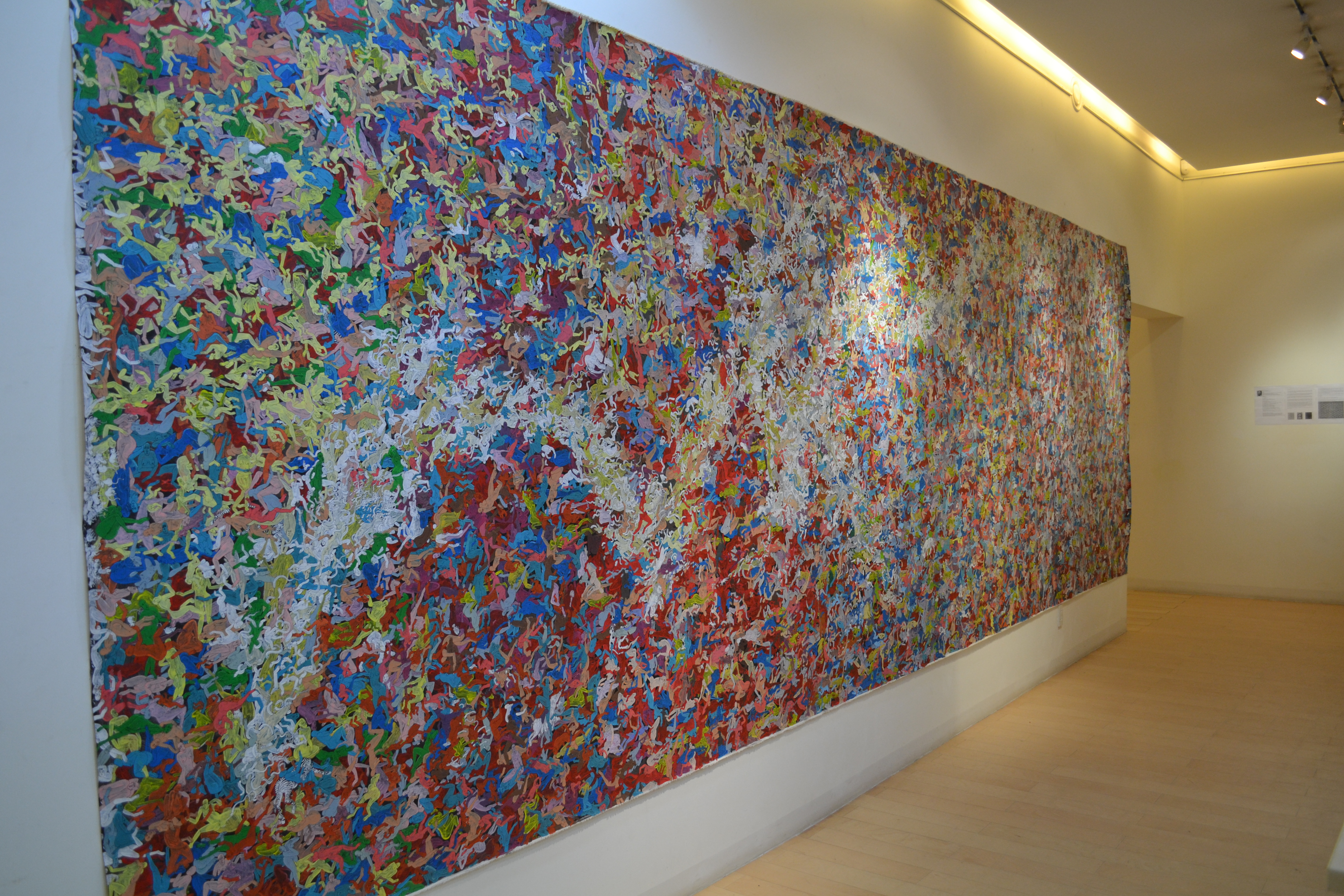
«Человек» (Хүн) 660x217 см, акрил на холсте 2010—2012

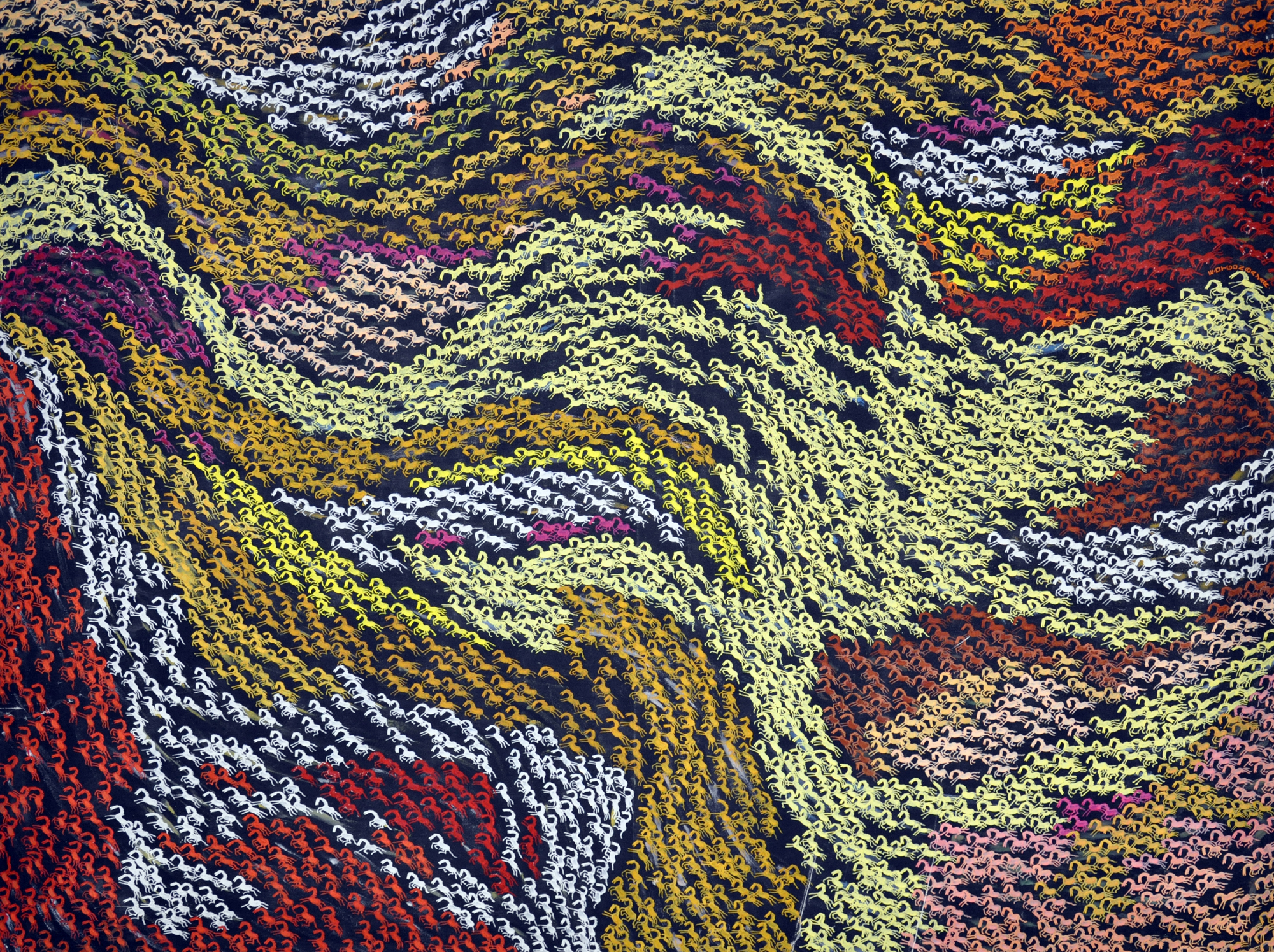
Roaring Hoofs −12, Темпера на хлопок, 120x160 см, 2008

Эршуугийн Отгонбаяр (монг. Эршүүгийн Отгонбаяр, род. 18 января, 1981, Улан-Батор) — монгольский художник. Его художественный псевдоним — Отго.

## Биография
Он вырос вместе с семью братьями и сестрами и одним приемным братом. Художественное искусство восхищало его с детства. Его одаренность была признана, и в возрасте 15 лет у него были уже собственные отдельные выставки. В 1998 году он начал изучать традиционную монгольскую живопись в Улан-Баторе. Во время учебы Отгонбаяр создал около 400 картин. После учебы он участвовал в качестве художника и реставратора во многих исследовательских поездках по историческим местам Монголии. В буддистско-ламаистских монастырях он изучил различные техники и иконографию миниатюрной живописи и её духовные основы.
С 1998 года он является свободным художником. К его творчеству, помимо самих художественных работ, принадлежат также около 600 «исследовательских картин». С 2005 года Отгонбаяр живет в Берлине. В 2007—2010 годах он обучался в Институте контекстуального искусства, на факультете художественного искусства Университета искусств, Берлин и окончил учебу дипломом мастера искусств. С 2010 года Эршу Отгонбаяр выставляет свои произведения на международных выставках в Японии, Швеции, Франции, Нидерландах, Индии, Чехии, Швейцарии, Германии и Монголии.

## Фильм
- ЗУРАГ — фильм об Эршу Отгонбаяр; Германия/Монголия 2010; фильм Тобиаса Вульфа «Tobias Wulff» (фильм был показан в 2011 году 2 раза по Монгольскому государственному телевидению).[3]
- ХҮН (люди) — Отго «Эршу Отгонбаяр», Хосоо «Дангаа Хосбаяр», Трансмонголия «ансамбль» (документальный фильм об искусстве), Германия 2012; фильм Дэйва Лойека «Dave Lojek».[4]

## Публикация
- Э. Отгонбаяр: РАЙ ВЫШЕДЩИЙ ИЗ ГЛУБИНЫ СЕРДЦА (HEARTFELT HEAVEN) Printed in Hiimori Printing Co., Ltd, Улан-Батор 2004, ISBN 99929-74-08-7
- Э. Отгонбаяр: БУДДЫ (THE GODS) Printed in Hiimori Printing Co., Ltd, Улан-Батор 2004 ISBN 99929-74-07-9

## Картина «Человек»

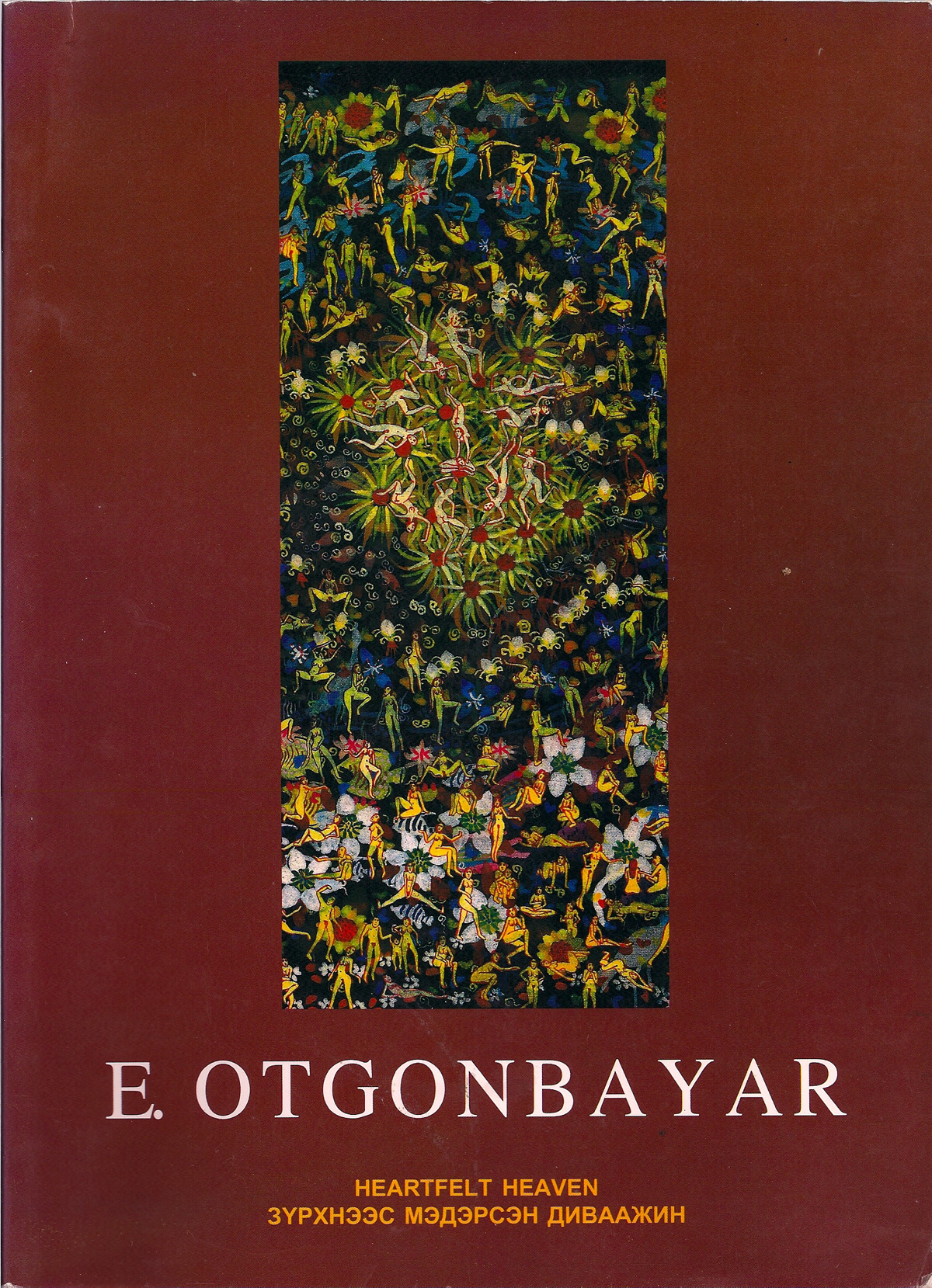
Э.Отгонбаяр: РАЙ ВЫШЕДЩИЙ ИЗ ГЛУБИНЫ СЕРДЦА, 2004

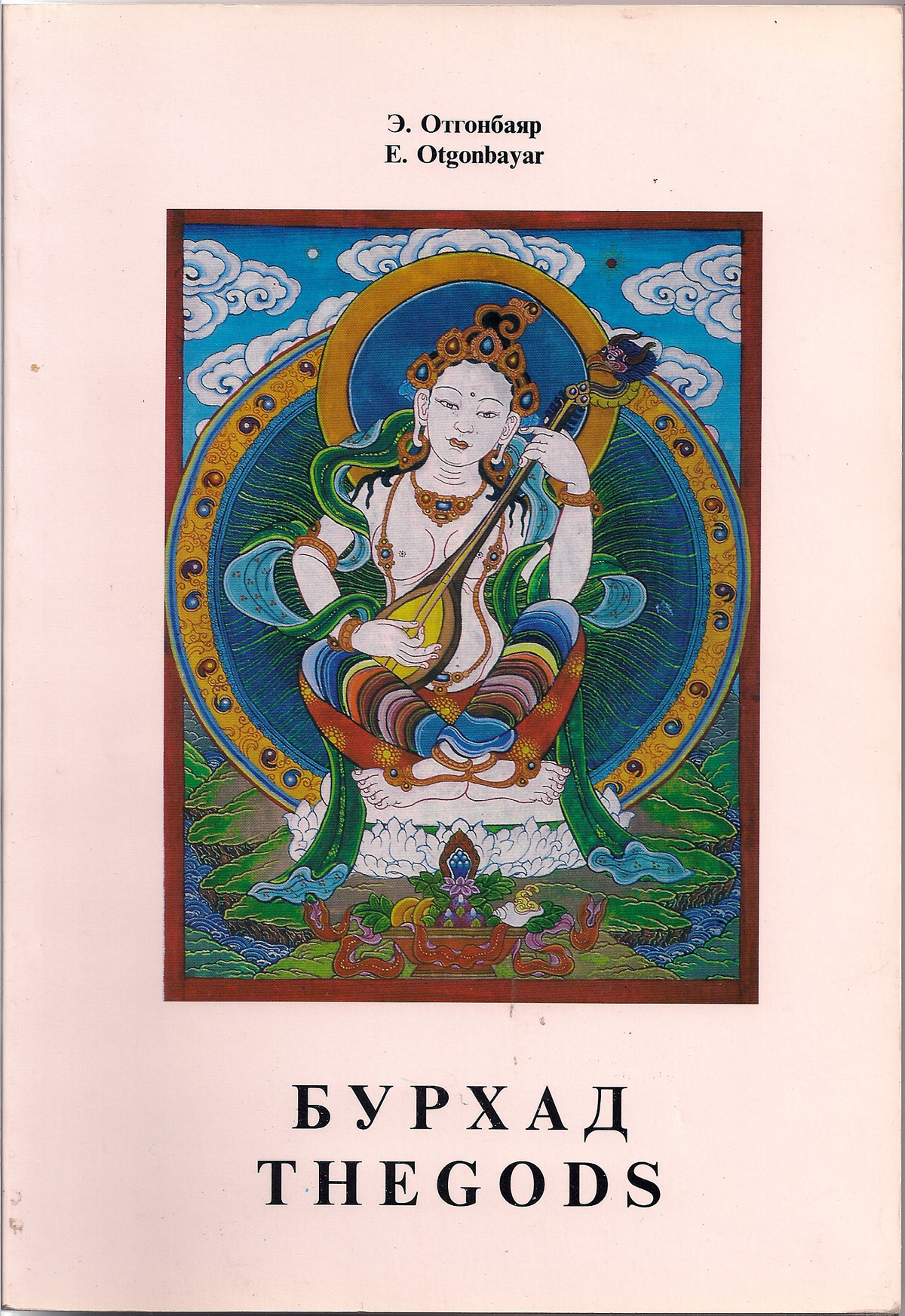
Э.Отгонбаяр: БУДДЫ, 2004

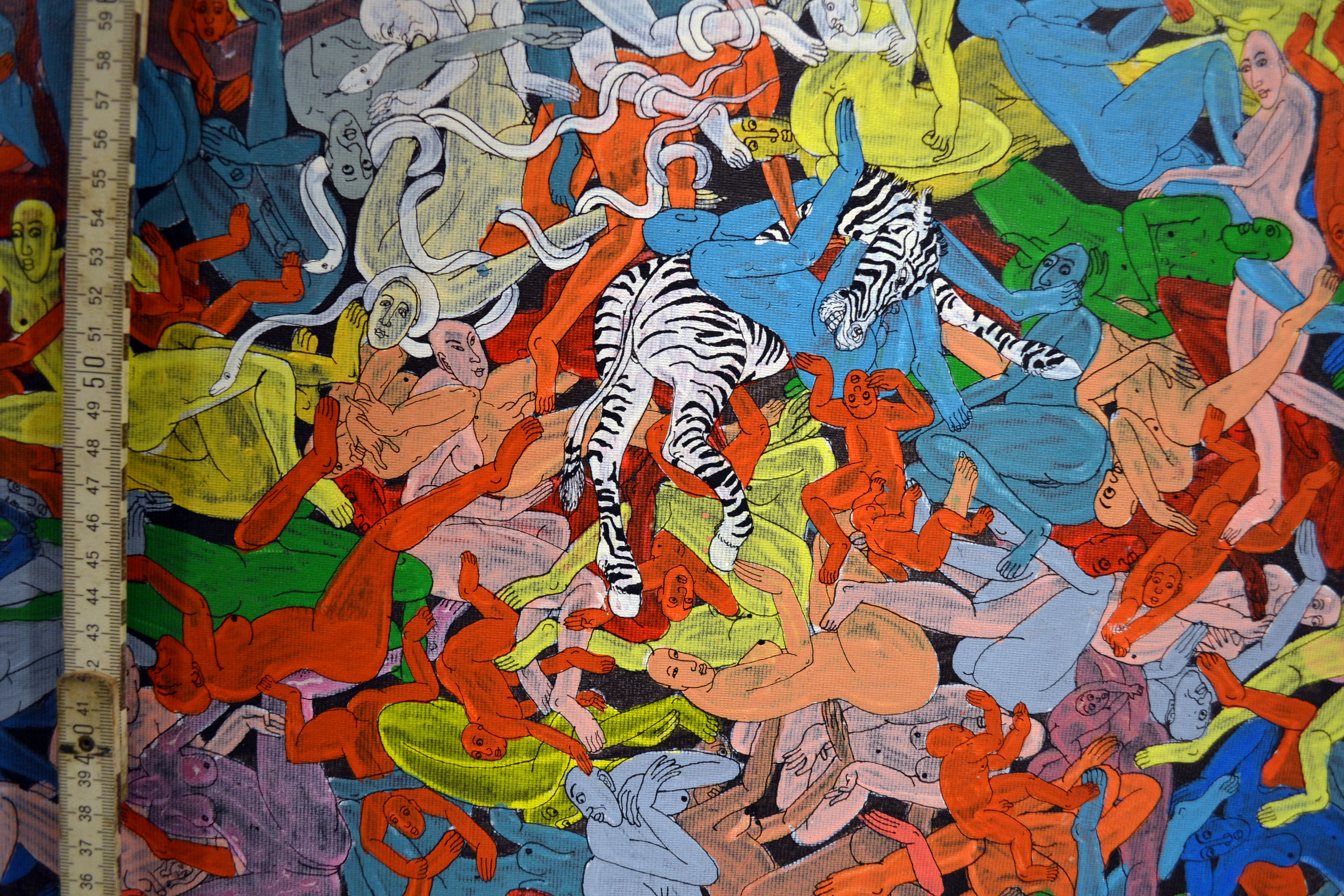
A деталь
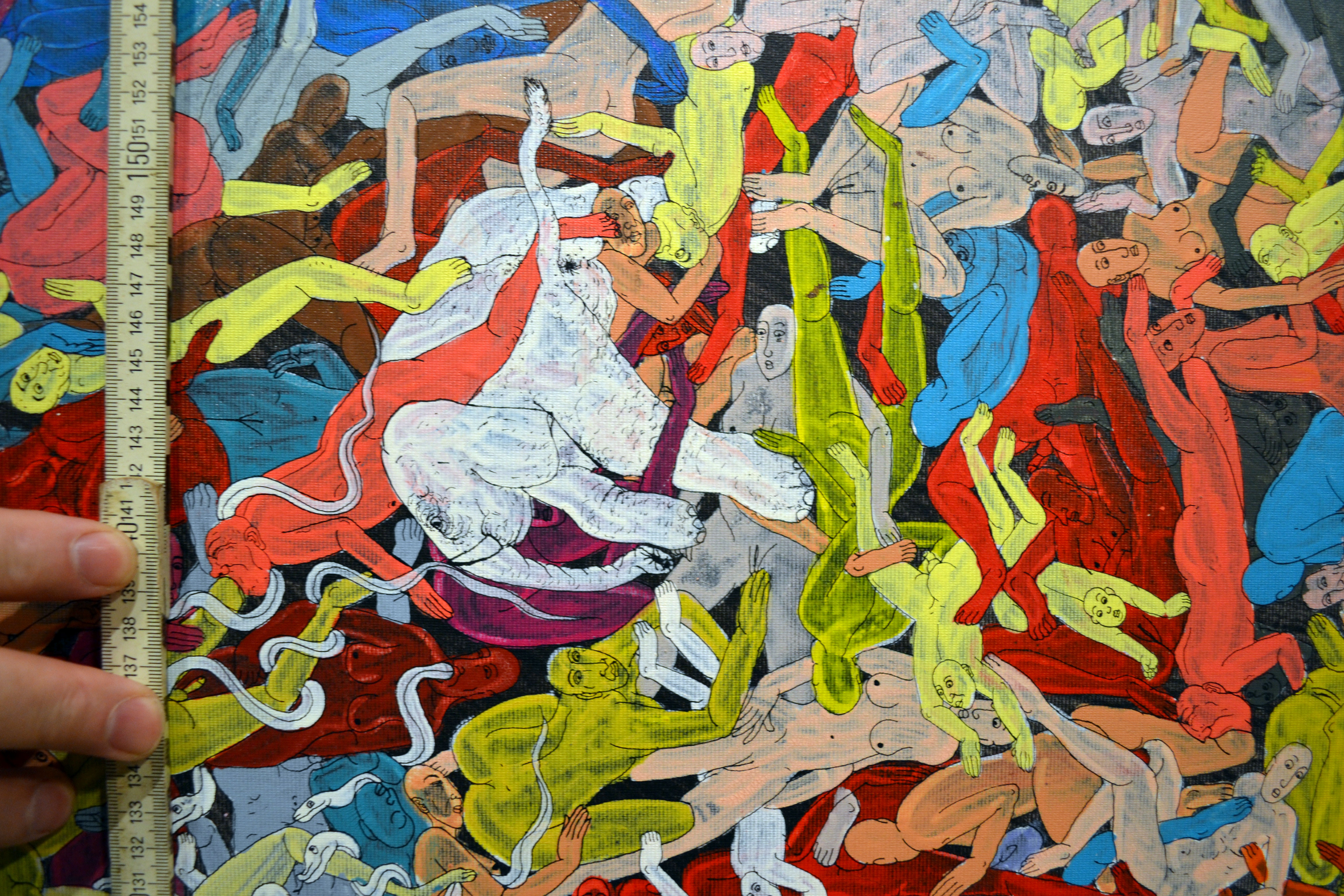
B деталь
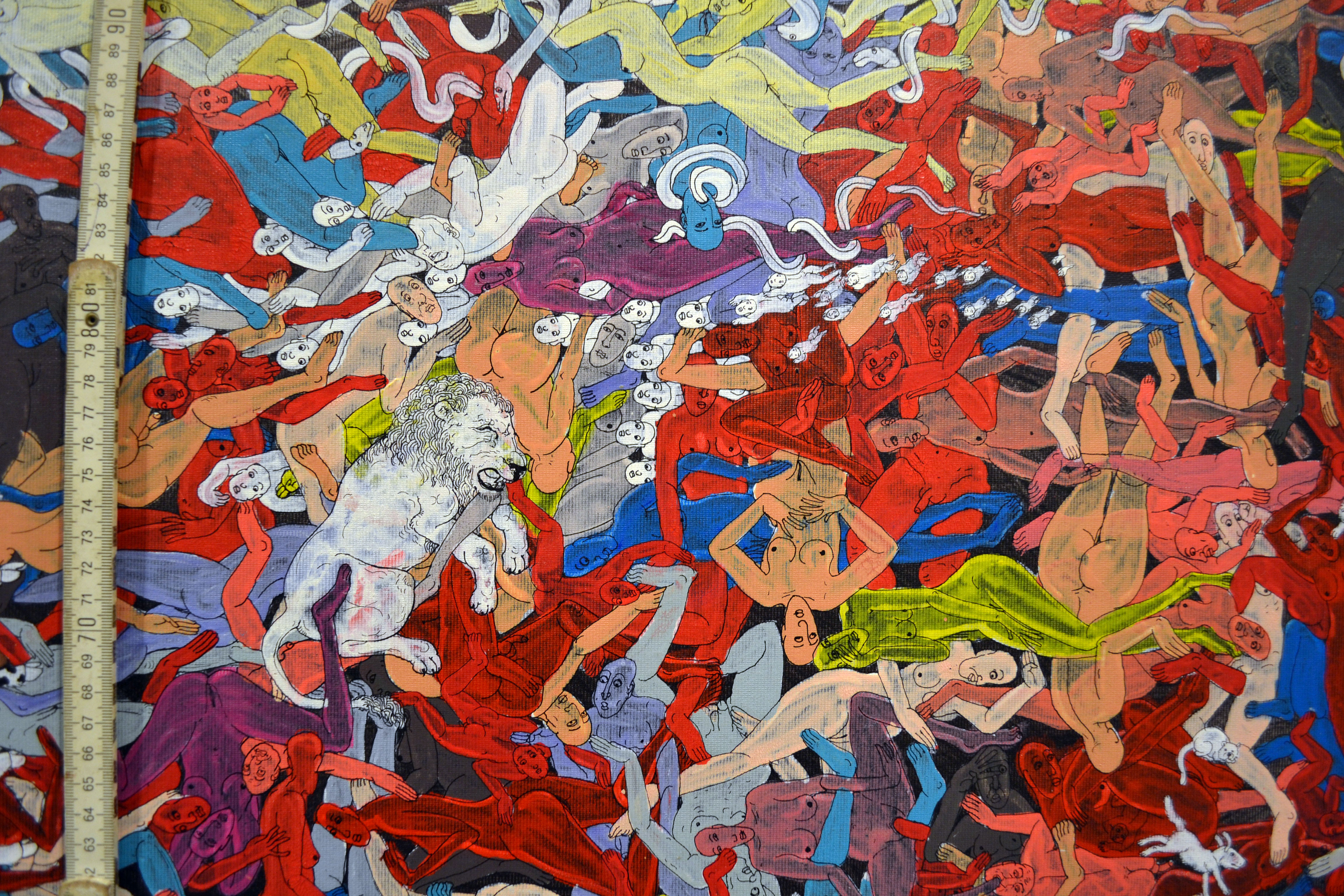
C деталь
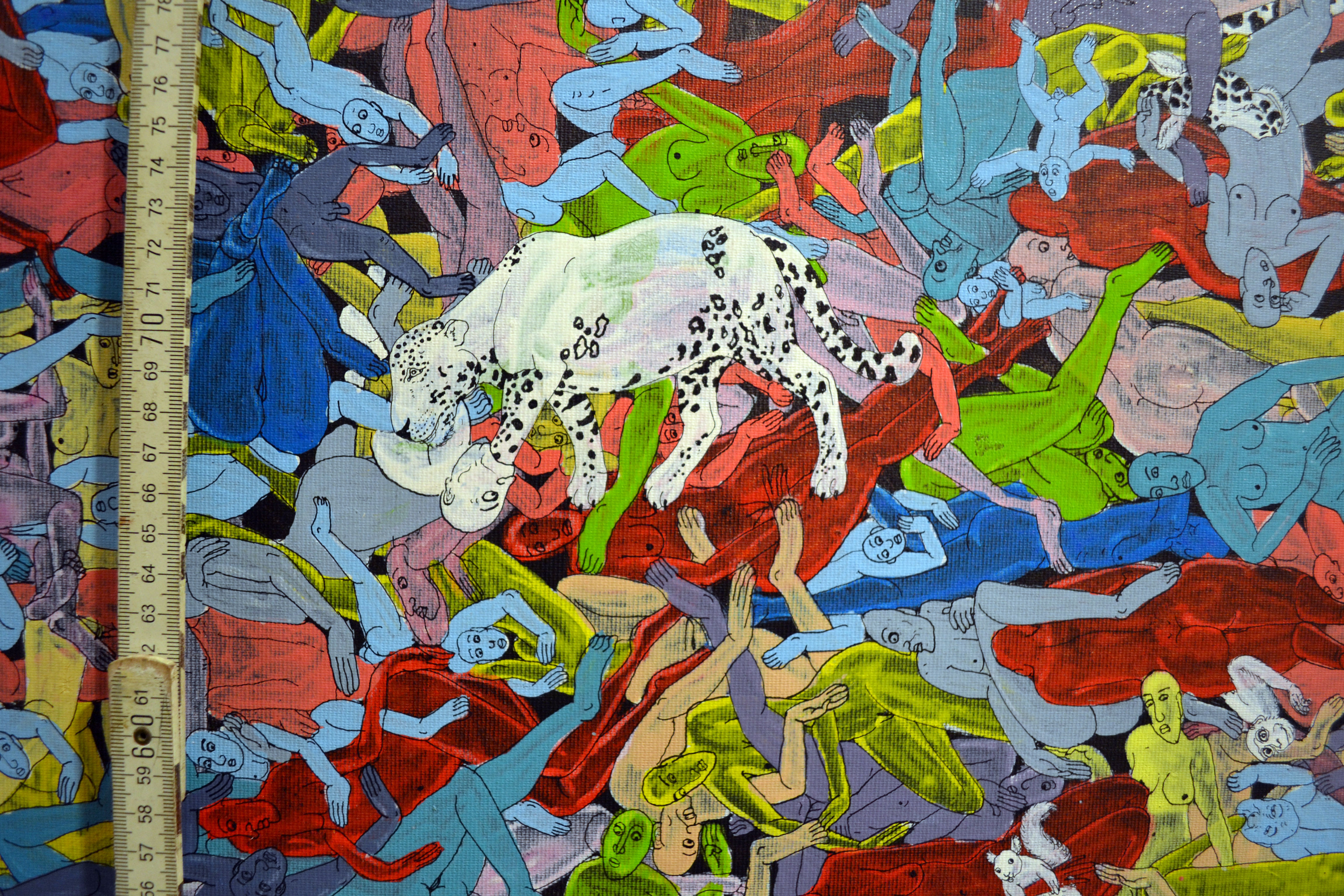
D деталь
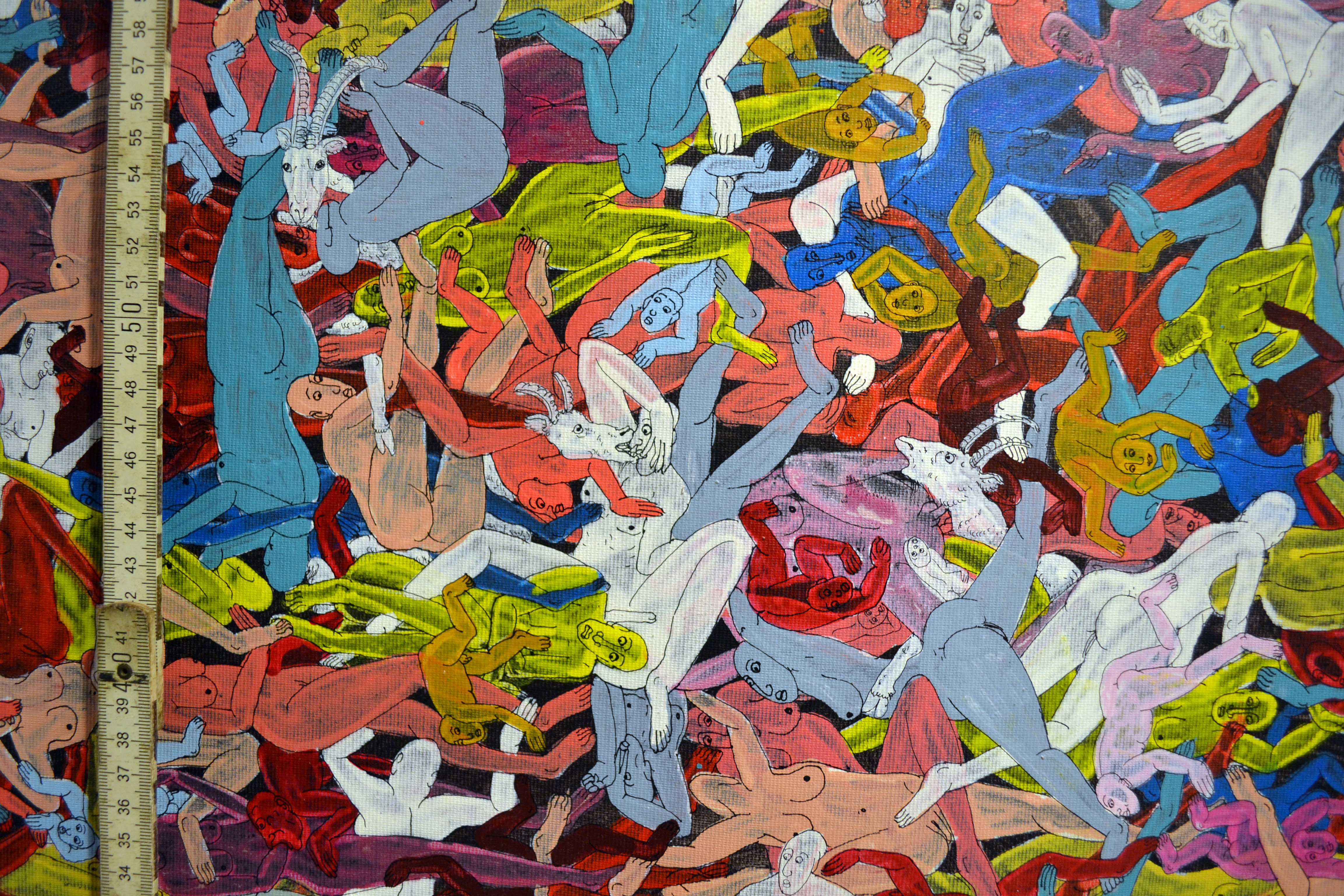
E деталь

## Персональные выставки

### 1996
- «HOS YUS», Улан-Батор, Монголия

### 2007
- «THE GODS» (будды), «Adelhausermuseum» Музей, Фрайбург-в-Брайсгау, Германия
- «MONGOLIAN MINIATURE PAINTING»(Монгольские миниатюрной живописи), Монгольский центр культуры, Фрайбург-в-Брайсгау, Германия
- «MINIATURE PAINTING»(Миниатюрной живописи), Deutsche Bank (Дойче банк), Берлин, Германия
- РАЙ ВЫШЕДЩИЙ ИЗ ГЛУБИНЫ СЕРДЦА, Мюнхен, Германия
- «OTGO IN ÖREBRO», «Konstfrämjandet» галерея, Эребру, Швеция

### 2009
- «OTGO IN THE PALACE ÖREBRO», Эребру, Швеция
- «OTGO IN THE PALACE SEEHEIM», Констанц, Германия

### 2011
- ROARING HOOFS, ЗУРАГ галерея, Берлин, Германия
- ROARING HOOFS, Монгольский центр культуры, Бонн, Германия
- «THE GODS» (будды), ЗУРАГ галерея, Берлин, Германия
- MONGOL AYAN- 1, Эльзас, Франция
- MONGOL AYAN — 4, Лейпциг, Германия

### 2012
- HUN (ансамбль), ЗУРАГ галерея, Берлин, Германия
- КАМАСУТРА как миниатюрной живописи, ЗУРАГ галерея, Берлин, Германия
- OTGO art, «Commerzbank» (Коммерцбанк) Бранденбургские ворота, Берлин, Германия
- OTGO art, «Цагаандариум» галерея & Музей Улан-Батор, Монголия
- OTGO art, «Улаан Гэр» галерея, Хаан Банк, Улан-Батор, Монголия

## Галерея

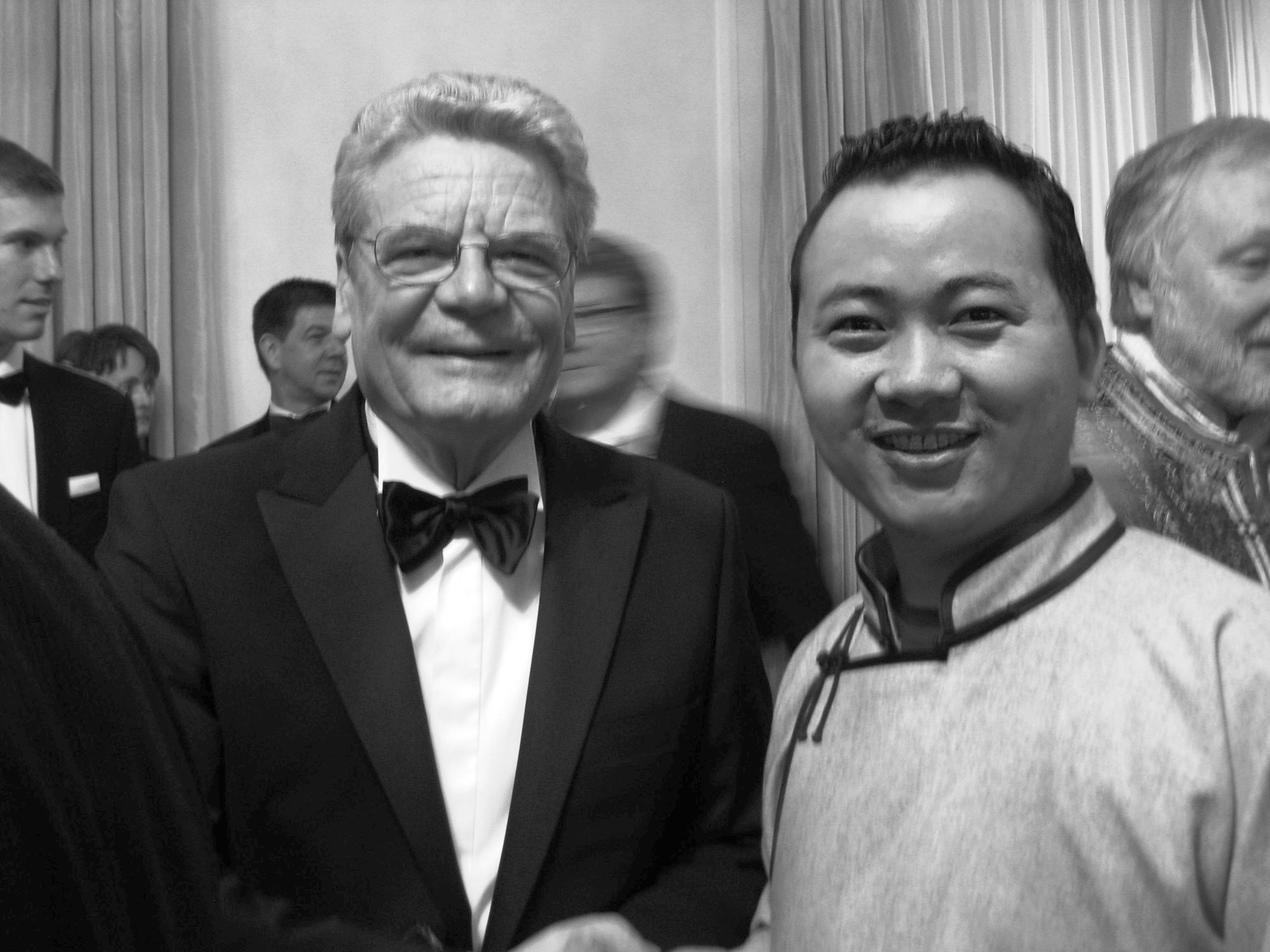
Федеральный президент Германии Йоахим Гаук и Э.Отгонбаяр
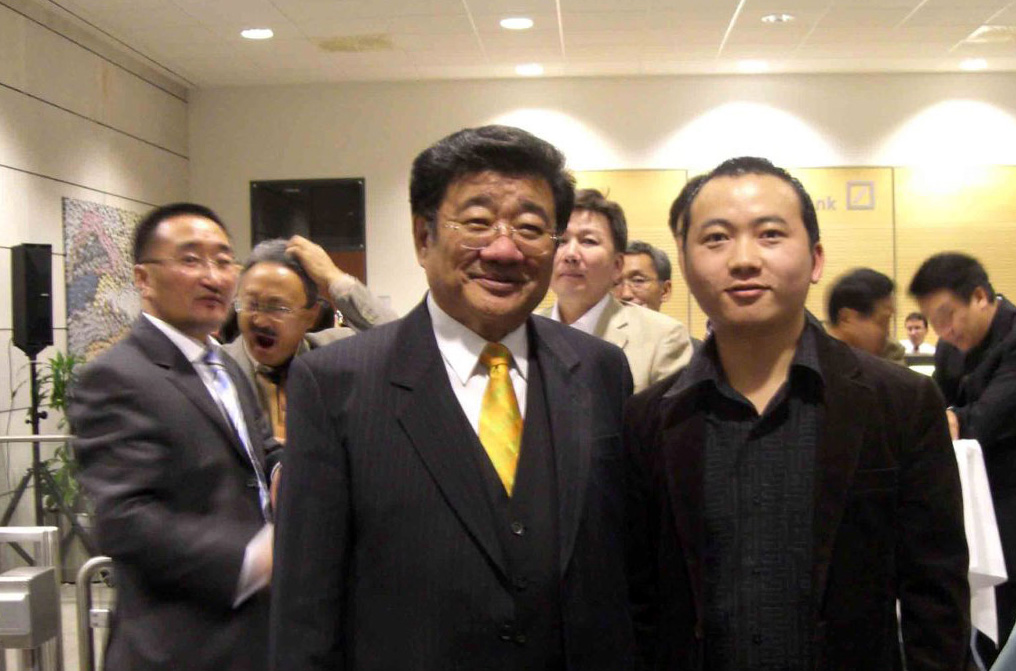
Президент Монголии Пунсалмаагийн Очирбат и Э.Отгонбаяр
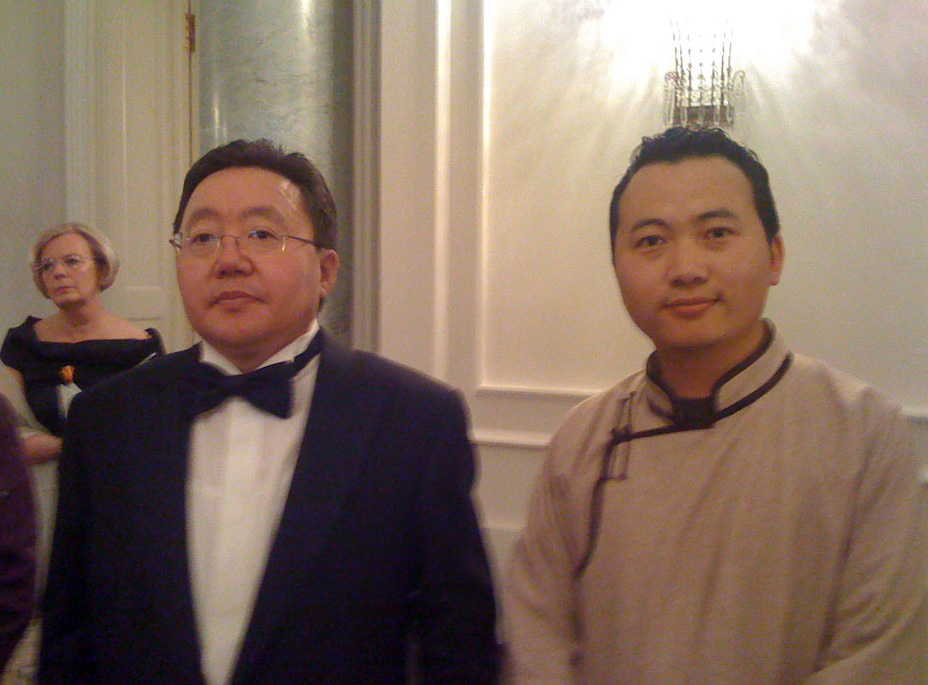
Президент Монголии Цахиагийн Элбэгдорж и Э.Отгонбаяр
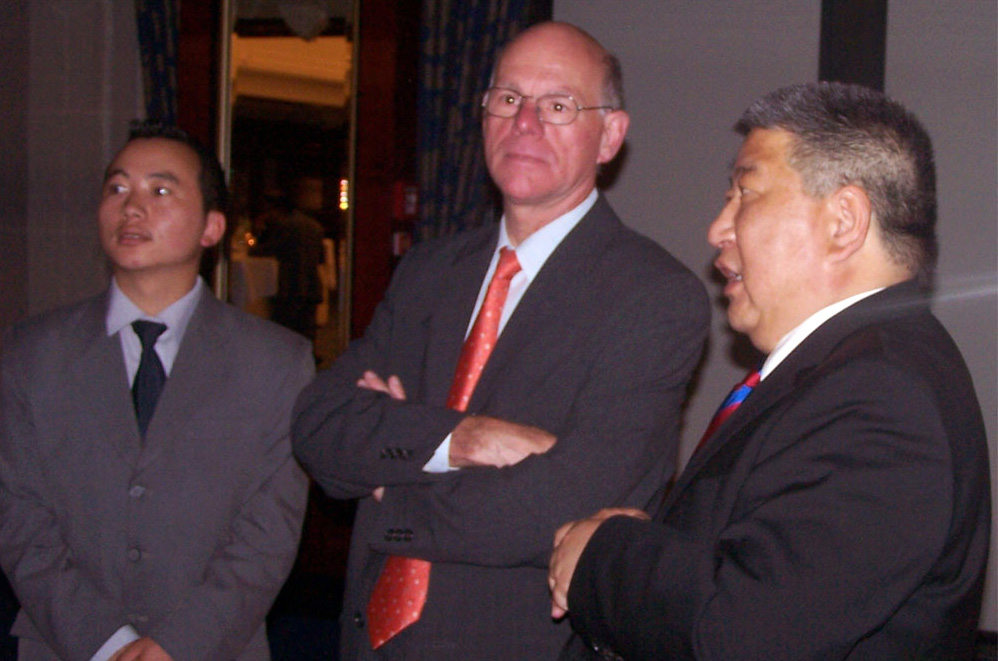
Э.Отгонбаяр, председатель Бундестага Норберт Ламмерт и Тувдэндоржийн Галбаатар
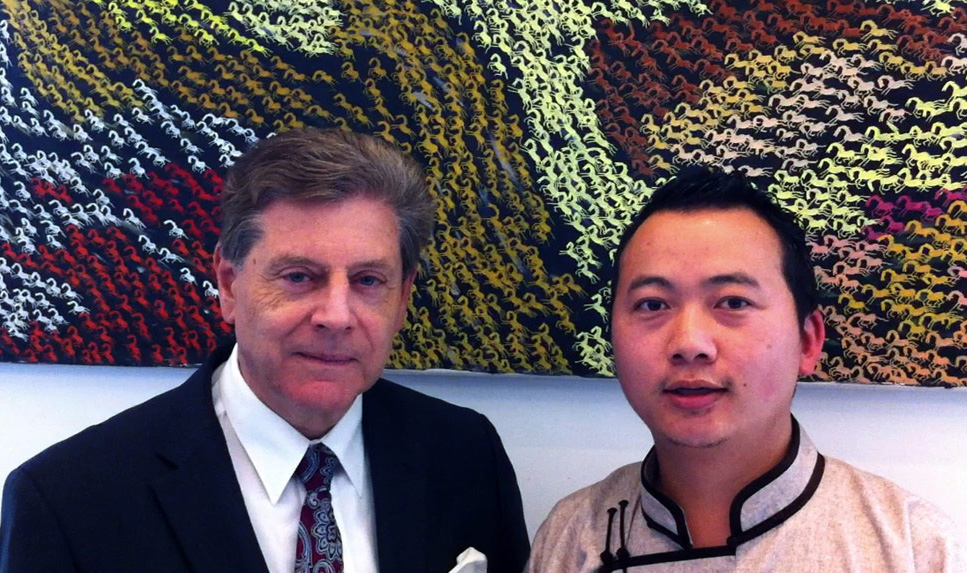
председатель Бундестага Эдуард Освальд и Э.Отгонбаяр